# 松尾大
松尾 大（まつお ひろし、1949年 - ）は、日本の美学研究者、翻訳家。東京藝術大学名誉教授。文学修士（東京大学）。
専門は美学・西洋古典学。
芸術学、特に美学の分野において論文発表や翻訳を行っており、美学が成立する根拠を多角的に問い直している。

## 略歴
三重県に生まれる。1968年、三重県立四日市高等学校卒業。1968年、東京大学教養学部文科三類入学。1970年、同文学部第一類（文化学）進学。1972年、同文学部第一類卒業。1972年、東京大学大学院人文科学研究科修士課程（美学芸術学専攻）入学。1975年、同課程修了。
1975年、東京大学大学院人文科学研究科博士課程（美学芸術学専攻）進学。1978年、同課程単位取得退学。
1978年から1986年まで成城大学文芸学部芸術学科専任講師。1986年から1992年まで成城大学文芸学部芸術学科助教授。1992年から1997年まで東北大学文学部美学・西洋美術史助教授（西田秀穂の後任）。
1997年4月から1999年3月まで東北大学文学部美学・西洋美術史教授。1999年4月から9月まで東京藝術大学美術学部芸術学科美学研究室併任教授。1999年10月から2017年まで東京藝術大学教授。退官後、同名誉教授。
その他、法政大学、日本女子大学、慶應義塾大学、東京都立大学、東北大学、東京女子大学、大阪大学、東京大学で非常勤講師を務めた経験がある。東京大学では今道友信の教えを受けた。また、ミュンヘンでの研修では新プラトン主義研究の第一人者であるWerner Beierwaltesの指導を受けた。

## 主要な論文・書籍
- 「完全性の美学の帰趨 - バウムガルテンとカント」（弘文堂、『講座ドイツ観念論1：ドイツ観念論前史』） 1990
- 「バウムガルテンにおける「美の規則」と現代美学の自己理解(美学会第四十三回全国大会報告) 」（『美學』43巻3号） 1992
- 「エドモンド・ガーネイにおける音楽的価値の理論」（音楽の友社、『音楽の宇宙 - 皆川達夫先生古希記念論文集』） 1998
- 「キケローの「舌」」（岩波書店、『キケロー選集7』の月報） 1999
- 「フィギュール（文彩）の翻訳 」（大修館書店、『月刊言語』30号10巻） 2001
- 『レトリック事典』（共著、大修館書店） 2006
- 『レトリック論を学ぶ人のために』（菅野盾樹編、世界思想社） 2007

第2章「修辞学としてのレトリック — 美学からのアプローチ」を担当
- 「雄蜂の声」（岩波書店、『思想』1059号） 2012
- 『〈序文〉の戦略 文学作品をめぐる攻防』（講談社） 2024

## 翻訳
- 『美学』（アレクサンダー・ゴットリープ・バウムガルテン、玉川大学出版部） 1987、のち講談社文庫 2016
- 『ありふれたものの変容：芸術の哲学』（アーサー・ダントー、慶應義塾大学出版会） 2017
- 『芸術とその対象』（リチャード・ウォルハイム、慶應義塾出版会） 2020